# Кафр-Набаль
Кафр-Набаль (араб. كفرنبل‎) — город на северо-западе Сирии, расположенный на территории мухафазы Идлиб. Входит в состав района Мааррет-эн-Нууман. Является административным центром одноимённой нахии. Крупнейший в Сирии производитель инжира.

## Географическое положение
Город находится в юго-западной части мухафазы, в гористой местности Эз-Завия, на высоте 764 метров над уровнем моря.

Кафр-Набаль расположен на расстоянии приблизительно 33 километров к юго-юго-западу (SSW) от Идлиба, административного центра провинции и на расстоянии 228 километров к северу от Дамаска, столицы страны.

## Население
По данным официальной переписи 2004 года численность населения города составляла 15 455 человек (7984 мужчины и 7471 женщина).

## Транспорт
Ближайший гражданский аэропорт расположен в турецком городе Антакья.